# Cung thể dục thể thao trung tâm Tokyo

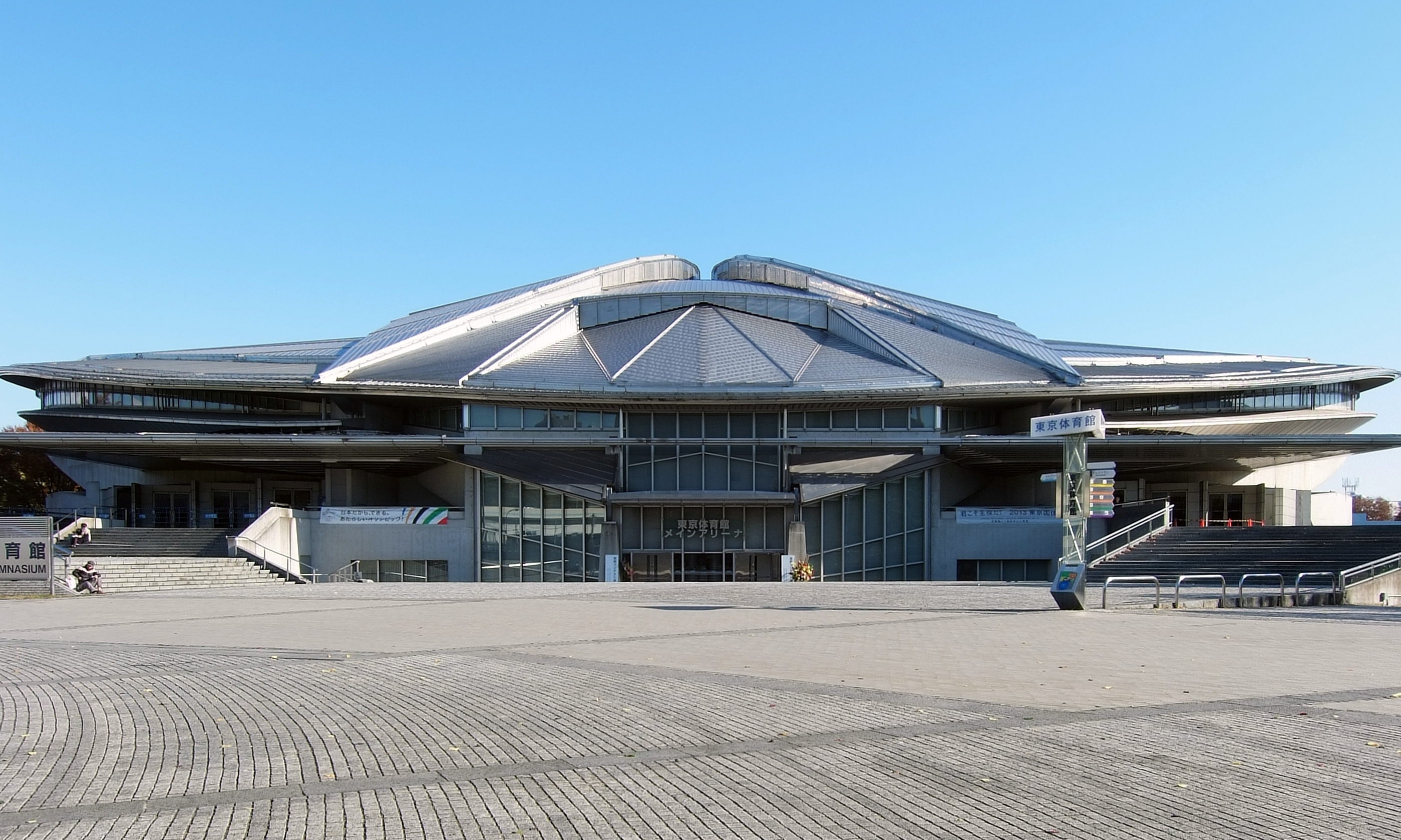
Sunny day at Tokyo Metropolitan Gymnasium

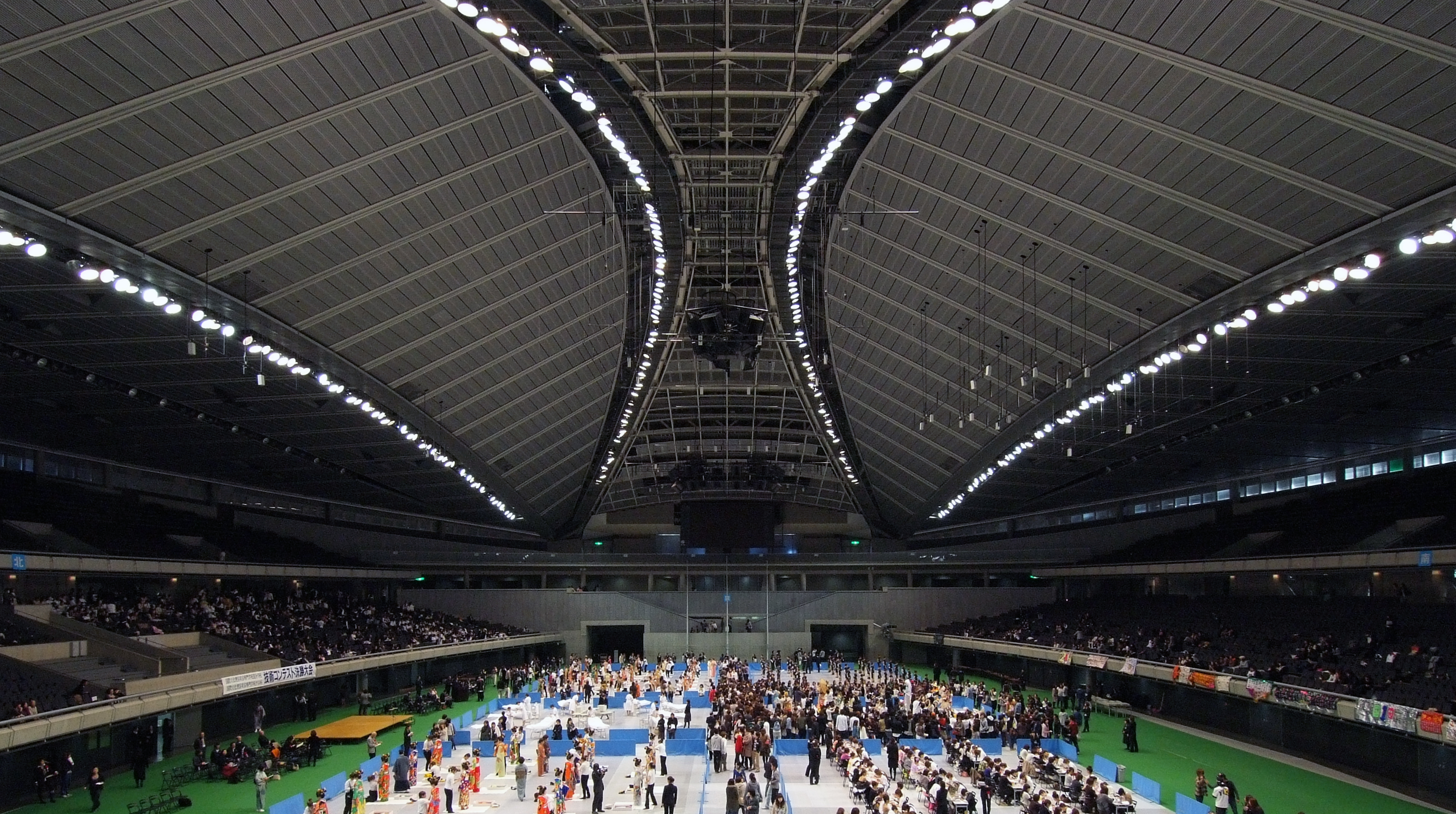
Interior

Cung thể thao trung tâm Tokyo (東京体育館 Tōkyō Taiikukan) là một công trình kiến trúc tại Tokyo, Nhật Bản do kiến trúc sư Fumihiko Maki thiểt kế. Pumihiko được gọi là " Kiến trúc sư toàn cầu", ông mang trong mình tố chất của hai nền văn hoá lớn là Nhật Bản và Hoa Kỳ. Ông đã nhận được nhiều giải thưởng cao quý trong đó có giải Pritzker (giải Nobel trong kiến trúc).Ông tiếp xúc với rất nhiều loại công trình. Riêng trong lỉnh vực thể thao ông đã thiết kế Cung thể thao Tokyo (1990), Cung thể thao Fujisawa (1984) và phương án dự thi quần thể Olympic Berlin 2000. Ngoài công năng sử dụng hoàn hảo, Maki rất quan tâm đến hệ mái của công trình thể thao, thường dùng vật liệu kim loại, tầng tầng lớp lớp phù hợp với không gian nội thất. Nếu xem sự đồng nghĩa với "cái mái" là "cái nhà" của khái niệm ký hiệu học thì tạo hình mái của Maki nhìn chung rất ấn tượng và giàu kịch tính giàu tính ẩn dụ.Cho nên ở công trình thể thao Fujisawa hệ mái làm người ta liên tưởng tới một con tàu vũ trụ, một con bọ cánh cứng hay một cái mũ của kỵ sĩ.